# Crise energética
Uma crise energética ou escassez de energia é qualquer ponto de estrangulamento significativo no fornecimento de recursos energéticos para uma economia. Na literatura, geralmente refere-se a uma das fontes de energia utilizadas num determinado momento e lugar, em particular, aquelas que abastecem as redes elétricas nacionais ou aquelas utilizadas como combustível no desenvolvimento industrial. O crescimento populacional levou a um aumento na procura global por energia nos últimos anos. Na década de 2000, esta nova procura – juntamente com a tensão no Oriente Médio, a queda do valor do dólar americano, a diminuição das reservas de petróleo, as preocupações com o pico do petróleo e a especulação sobre o preço do petróleo – desencadeou a crise energética da década de 2000, que viu o preço do petróleo atingir uma alta histórica de $147.30 por barril em 2008.
A maioria das crises energéticas foi causada por escassez localizada, guerras e manipulação de mercado. Entretanto, as recentes crises energéticas históricas listadas abaixo não foram causadas por tais fatores.

## Causas

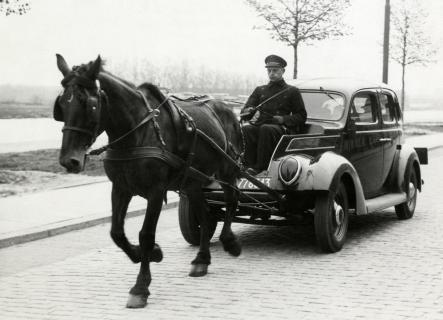
A escassez de gasolina na Segunda Guerra Mundial provocou o ressurgimento da entrega por meio de carroças puxadas por cavalos.

A maioria das crises energéticas foi causada por escassez localizada, guerras e manipulação de mercado. Alguns argumentaram que as ações governamentais, como os aumentos de impostos, a nacionalização das empresas energéticas e a regulamentação do sector energético, afastam a oferta e a procura de energia do seu equilíbrio económico. Entretanto, as recentes crises energéticas históricas listadas abaixo não foram causadas por tais fatores. Aa falha de mercado é possível quando ocorre manipulação monopolista dos mercados. Uma crise pode desenvolver-se devido a ações industriais, como greves organizadas por sindicatos ou embargos governamentais. A causa pode ser consumo excessivo, infraestrutura envelhecida, interrupção de pontos de estrangulamento ou gargalos em refinarias de petróleo ou instalações portuárias que restringem o fornecimento de combustível. Uma emergência pode surgir durante invernos muito frios devido ao aumento do consumo de energia.
Grandes flutuações e manipulações em derivativos futuros podem impactar o preço. Os bancos de investimento negociaram 80% dos derivados de petróleo em Maio de 2012, em comparação com 30% há uma década. Esta consolidação do comércio contribuiu para uma melhoria da produção energética global de 117.687 TWh em 2000 para 143.851 TWh em 2008. Limitações ao livre comércio de derivativos podem reverter esta tendência de crescimento na produção de energia. O Ministro do Petróleo do Kuwait, Hani Hussein, afirmou que "Sob a teoria da oferta e da procura, os preços do petróleo hoje não são justificados", numa entrevista à Upstream.
Falhas em oleodutos e outros acidentes podem causar pequenas interrupções no fornecimento de energia. Uma crise pode surgir após danos à infraestrutura causados por condições climatéricas severas. Ataques de terroristas ou milícias em infraestruturas importantes são um possível problema para os consumidores de energia, com um ataque bem-sucedido a uma instalação no Oriente Médio potencialmente causando escassez global. Eventos políticos, por exemplo, quando governos mudam devido a mudanças de regime, colapso de monarquias, ocupação militar e golpes podem interromper a produção de petróleo e gás e criar escassez. A escassez de combustível também pode ser devida ao uso excessivo e inútil dos combustíveis.

## Crises históricas
- A Coreia do Norte sofre com escassez de energia há muitos anos.
- O Zimbábue sofre com escassez de suprimentos de energia há muitos anos devido à má gestão financeira.

### Século XX
- Crise energética dos anos 1970 – causada pelo pico da produção de petróleo nas principais nações industriais (Alemanha, Estados Unidos, Canadá, etc.) e embargos de outros produtores
  - Crise do petróleo de 1973 – causada por um embargo à exportação de petróleo da OAPEC por muitos dos principais estados árabes produtores de petróleo, em resposta ao apoio ocidental a Israel durante a Guerra do Yom Kippur
  - Crise do petróleo de 1979 – causada pela Revolução Iraniana
- Choque do preço do petróleo de 1990 – causado pela Guerra do Golfo

### Anos 2000
- Os protestos contra o preço dos combustíveis no Reino Unido em 2000 foram causados por um aumento no preço do petróleo bruto combinado com impostos já relativamente altos sobre combustíveis rodoviários no Reino Unido.
- Crise energética dos anos 2000 – Desde 2003, um aumento nos preços causado pelo aumento contínuo da demanda global por petróleo, juntamente com a estagnação da produção, a queda do valor do dólar americano e uma miríade de outras causas secundárias.
- Crise de eletricidade na Califórnia de 2000–2001 – Causada pela manipulação de mercado pela Enron e pela desregulamentação fracassada; resultou em múltiplos apagoes em larga escala
- Crise do gás natural na América do Norte de 2000–2008
- Crise energética de 2004 na Argentina
- 2005, 2008 A China sofreu grave escassez de energia no final de 2005 e novamente no início de 2008. Durante a última crise, sofreram graves danos nas redes de energia, juntamente com escassez de gasóleo e carvão.[5] Prevê-se que o fornecimento de eletricidade na província de Guangdong, o centro industrial da China, fique aquém de cerca de 10 GW.[6] Em 2011, previa-se que a China teria um défice de energia elétrica no segundo trimestre de 44,85 – 49,85 GW.[7]
- Os distúrbios políticos ocorridos durante os protestos antigovernamentais birmaneses de 2007 foram desencadeados pelo aumento dos preços da energia.Campo petrolífero de Al Burqan, no Kuwait, o segundo maior campo petrolífero do mundo,

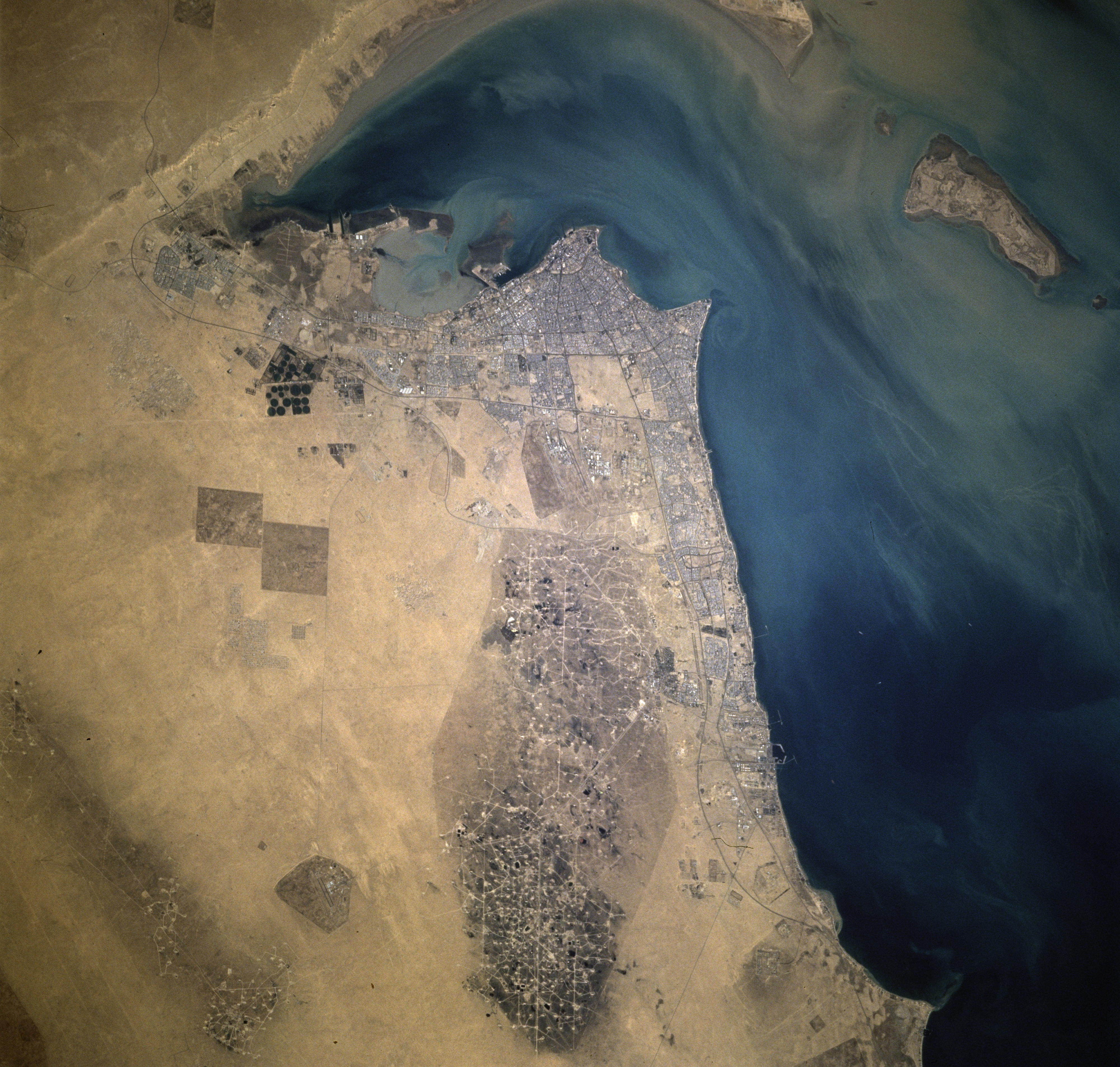
Campo petrolífero de Al Burqan, no Kuwait, o segundo maior campo petrolífero do mundo,

- Crise energética de 2008 na Ásia Central, causada por temperaturas anormalmente baixas e baixos níveis de água numa área dependente de energia hidrolétrica. Ao mesmo tempo, o Presidente sul-africano estava a apaziguar os receios de uma crise elétrica prolongada na África do Sul.[8]
- 2008. Em Fevereiro, o Presidente do Paquistão anunciou planos para resolver a escassez de energia que estava a atingir uma fase de crise, apesar de possuir reservas significativas de hidrocarbonetos.[9] Em abril de 2010, o governo paquistanês anunciou a política energética nacional do Paquistão, que estendeu o fim de semana oficial e proibiu as luzes de néon em resposta à crescente escassez de eletricidade.[10]
- Crise energética na África do Sul em 2008. A crise sul-africana levou a grandes aumentos nos preços da platina em Fevereiro de 2008 e reduziu a produção de ouro.[11]

### Década de 2010
- Crise de combustível do Reino Unido em 2012
- 2015 – O Nepal passou por uma grande crise energética em 2015, quando a Índia impôs um bloqueio económico ao Nepal. O Nepal enfrentou escassez de vários tipos de produtos petrolíferos e alimentos, o que afetou severamente a economia do país.
- 2017 – A crise de eletricidade em Gaza é resultado das tensões entre o Hamas, que governa a Faixa de Gaza, e a Autoridade Palestina/Fatah, que governa a Cisjordânia sobre a receita de impostos alfandegários, o financiamento da Faixa de Gaza e a autoridade política. Os moradores recebem eletricidade durante algumas horas por dia, num horário de apagões programados.[12][13][14][15]
- Crise energética da Califórnia em 2019

### Década de 2020
- Crise de energia no Texas em 2021

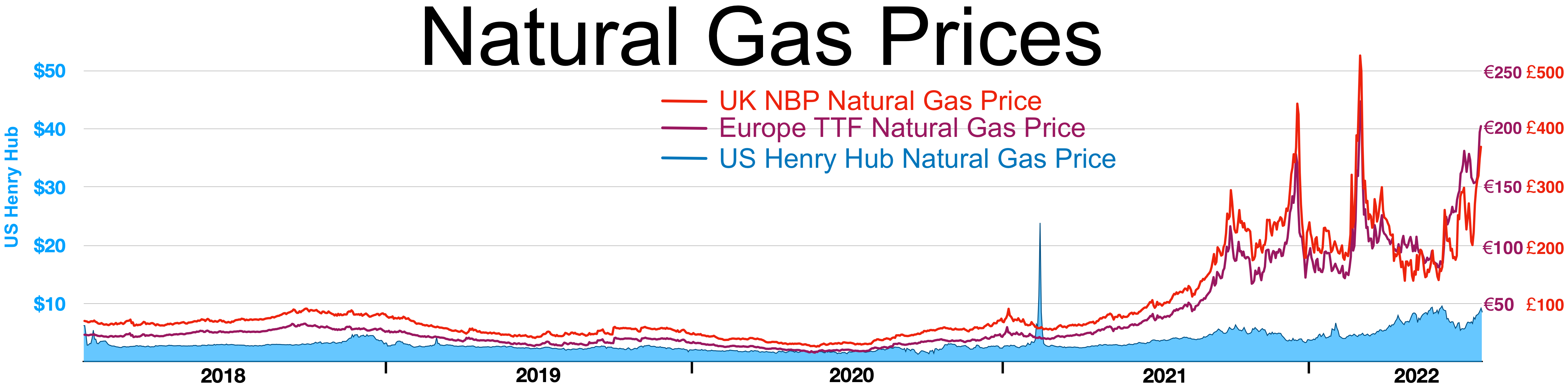
Preços do gás natural na Europa e nos Estados Unidos.

- Crise do fornecedor de gás natural do Reino Unido em 2021 e crise de fornecimento de combustível do Reino Unido em 2021
- Crise energética global de 2021. Os preços recordes da energia foram impulsionados por um aumento global na procura, à medida que o mundo saía da recessão económica causada pela pandemia da COVID-19, particularmente devido à forte procura de energia na Ásia.[16][17][18]
- A crise de liquidez libanesa levou à escassez de combustível para as centrais elétricas, resultando no apagão libanês de 2021 e na capacidade dos serviços públicos de fornecer energia apenas durante algumas horas por dia.[19]
- No apagão na Península Ibérica em 2025 foi declarada uma "situação de crise energética", em todo o território de Portugal continental, entre as 11h30 horas do dia 28 de abril de 2025 e as 23h59 horas do dia 29 de abril de 2025.[20][21]

## Escassez emergente de petróleo
O "pico do petróleo" é o período em que a taxa máxima de extração global de petróleo é atingida, após o qual a taxa de produção entra em declínio terminal. Está relacionado com um declínio de longo prazo na oferta disponível de petróleo. Isto, combinado com o aumento da procura, aumenta significativamente os preços mundiais dos produtos derivados do petróleo. O mais significativo é a disponibilidade e o preço do combustível líquido para transporte.
O Departamento de Energia dos EUA indica no relatório Hirsch que "os problemas associados ao pico da produção mundial de petróleo não serão temporários e a experiência passada com a 'crise energética' fornecerá relativamente pouca orientação".

### Esforços de mitigação
Para evitar as sérias implicações sociais e económicas que um declínio global na produção de petróleo poderia acarretar, o relatório Hirsch de 2005 enfatizou a necessidade de encontrar alternativas, pelo menos dez a vinte anos antes do pico, e de eliminar gradualmente o uso de petróleo ao longo desse período. Esta mitigação poderia incluir conservação de energia, substituição de combustível e uso de petróleo não convencional. Como a mitigação pode reduzir o uso de fontes tradicionais de petróleo, ela também pode afetar o momento do pico do petróleo e o formato da curva de Hubbert.
A política energética pode ser reformada, levando a uma maior intensidade energética, por exemplo no Irão com o Plano de Racionamento de Gás de 2007, no Canadá e o Programa Nacional de Energia e nos EUA com a Lei de Independência e Segurança Energética de 2007, também chamada de Lei de Energia Limpa de 2007. Outra medida de mitigação é a criação de um depósito de reservas seguras de combustível, como a Reserva Estratégica de Petróleo dos Estados Unidos, em caso de emergência nacional . A política energética chinesa inclui metas específicas nos seus planos quinquenais.

## Efeitos sociais e económicos
As implicações macroeconómicas de uma crise energética induzida por choque de oferta são grandes, porque a energia é o recurso usado para explorar todos os outros recursos. Os choques nos preços do petróleo podem afetar o resto da economia através de atrasos no investimento empresarial, mudanças sectoriais no mercado de trabalho, ou respostas de política monetária. Quando os mercados de energia falham, ocorre uma escassez de energia. Os consumidores de eletricidade podem sofrer apagões rotativos intencionalmente planeados durante períodos de fornecimento insuficiente ou apagões inesperados, independentemente da causa.
Os países industrializados dependem do petróleo, e os esforços para restringir o fornecimento de petróleo teriam um efeito adverso nas economias dos produtores de petróleo. Para o consumidor, o preço do gás natural, da gasolina e do diesel para carros e outros veículos aumentaria. Uma resposta inicial das partes interessadas é o apelo por relatórios, investigações e comissões sobre o preço dos combustíveis. Há também movimentos em direção ao desenvolvimento de infraestrutura urbana mais sustentável.

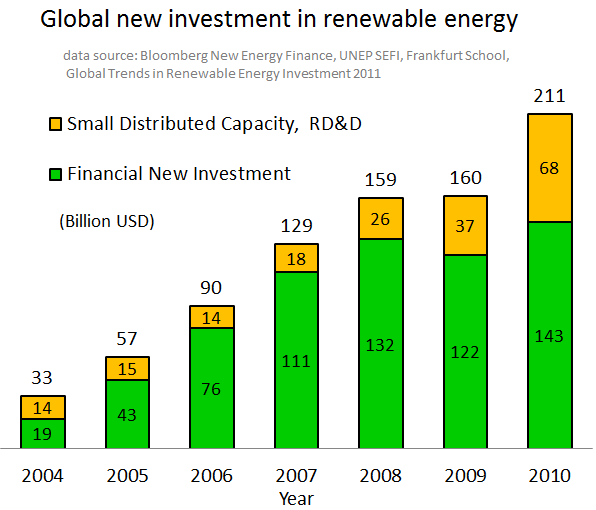
Novos investimentos globais em energias renováveis, 2004–2010

Em 2006, os entrevistados numa sondagem nos Estados Unidos estavam dispostos a pagar mais por um carro híbrido plug-in.

No mercado, novas tecnologias e medidas de eficiência energética tornam-se desejáveis para os consumidores que buscam diminuir os custos de transporte.
Outras respostas incluem o desenvolvimento de fontes de petróleo não convencional como combustível sintético de lugares como as Areias Betuminosas de Athabasca, mais comercialização de energias renováveis e utilização de propulsão alternativa. Pode haver uma tendência de deslocalização para alimentos locais e possivelmente microgeração, coletores solares térmicos e outras fontes de energia verde.
As tendências do turismo e a posse de veículos que consomem muita gasolina variam de acordo com os custos do combustível. A escassez de energia pode influenciar a opinião pública sobre assuntos que vão desde centrais nucleares até cobertores elétricos. Técnicas de construção civil — melhor isolamento, telhados refletivos, janelas termicamente eficientes, etc. — mudam para reduzir os custos de aquecimento.
A percentagem de empresas que indicaram que os preços da energia representam uma barreira ao investimento aumentou em 2022 (82%), conforme constatado em inquéritos recentes, especialmente para aquelas que os veem como um obstáculo significativo (59%). De acordo com os preços da energia e a intensidade energética variados entre nações e indústrias, vários países têm percentagens diferentes de empresas que consideram os custos da energia como um obstáculo fundamental, variando entre 24% na Finlândia e 81% na Grécia, por exemplo.

### Gestão de crise
A escassez de eletricidade é sentida de forma mais aguda no aquecimento, na cozinha e no abastecimento de água. Portanto, uma crise energética sustentada pode tornar-se uma crise humanitária. Se a escassez de energia for prolongada, uma fase de gestão de crise será aplicada pelas autoridades. Auditorias de energia podem ser conduzidas para monitorizar o uso. Vários recolheres obrigatórios com a intenção de aumentar a conservação de energia podem ser iniciados para reduzir o consumo. Por exemplo, para conservar energia durante a crise energética da Ásia Central, as autoridades do Tajiquistão ordenaram que bares e cafés funcionassem à luz de velas.
No pior tipo de crise energética, pode haver racionamento de energia e de combustível. As corridas às compras podem afetar os pontos de venda à medida que a consciencialização sobre a escassez se espalha. Instalações fecham para economizar óleo de aquecimento; e fábricas cortam produção e demitem trabalhadores. O risco de estagflação aumenta.